# Castello di Ficola
Il castello di Ficola era un edificio ad uso militare in cima ad una collina nell'omonima località in prossimità di Carrara. Distrutto, è stato trasformato in villa gentilizia con oratorio dedicato a santa Caterina. Oggi è parzialmente ridotto a rudere.

## Posizione
Il toponimo indica la costa di una piccola area valliva situata sulla sinistra del Carrione che si estende dalla località Fabbrica, in prossimità del viale XX Settembre, alle pendici dei rilievi collinari che discendono dalla collina del Romito. Se nel catasto ottocentesco il toponimo indicava in origine la sommità della collina, in numerosi documenti medievali è il nome di un insediamento che non esiste più.
Nel 1229 don Paolo priore della chiesa di S. Andrea di Carrara concede a livello con un documento dell'8 aprile a Bonfacencello del fu Oddolino di Ficola e a Encontro del fu Alberto Grifoni di Miseglia, un casamento per l'affitto annuo di due denari imperiali. È questa la prima attestazione nota del toponimo che ricorre in altri documenti dello stesso secolo. Il 7 settembre 1268 per una questione relativa al possesso del mulino di Quercia viene nominata Teodora di Ficola del fu Franceschini, la quale il 16 aprile 1276 rinuncia in favore del figlio Guasparino ad un livello su un terreno; il Guasparino figlio di Teodora di Ficola viene nominato poi in un documento dell'8 giugno 1276.

## Storia

### Il castello medievale
Un possibile riferimento indiretto alla fortificazione di Ficola si trae da un documento del 4 maggio 1259 quando in un atto compare come testimone un certo "Castellano di Ficola"; in questo caso però il termine castellano è adoperato come nome proprio di persona e quindi non collegabile, direttamente, alla presenza di una fortificazione a Ficola, ma appare tuttavia possibile che il nome derivi da una funzione realmente assolta dal personaggio secondo una tradizione tipica e diffusa in età medievale. La collina infatti presenta caratteristiche ottimali per l'installazione di un insediamento difensivo, situato in prossimità di Carrara e dominante la valle sottostante del Carrione e collegata visivamente con i castelli di Campiglia, Moneta, Monte Libero, Carrara, Avenza, Gragnana e Castelpoggio.
Dell'esistenza della fortificazione non viene fatta menzione nei documenti di età medievale: la prima citazione, attualmente nota, risale solo agli inizi del secolo XVII, quando in una lettera di Alberico I Cybo-Malaspina sono elencate alcune località del territorio di Carrara, tra le quali anche il castello di Ficola, definito come “castello antico mezzo disfatto”. Il castello non era legato ad un borgo fortificato come Avenza e Moneta, anche per la diversa posizione geografica e per l'eccessiva vicinanza con la città, ma quasi sicuramente era un semplice “guardiano”, posizionato sulla cima del colle, isolato e a strapiombo sulla strada che collegava Carrara al mare: un castello di avvistamento e di controllo dell'accesso alla città. E poiché si può verosimilmente ipotizzare che per la villa seicentesca attualmente in situ siano state impiegate le fondazioni della fortificazione precedente, si ottiene che sulla collina di Ficola sorgesse una torre – castello d'impianto quadrangolare, di poco più di dieci metri di lato, simile al castello di Grondola, all'estremità settentrionale della Lunigiana, che dominava anche il valico e la via Romea (o Francesca), al castello di Jera, a capo del solco vallivo tracciato dal torrente Bagnone; le torri di Tresana, Giovagallo e di Verrucola.
La costruzione del nuovo circuito murario da parte di Alberico I nel 1557 tolse a questo castello. Naturale quindi che nella sua lettera al duca della Tripolda del 1602 il principe, enumerando e descrivendo il suo Stato e le fortificazioni che lo difendono, definiva quello di Ficola come castello antico mezzo disfatto.

### L'oratorio
In un documento del 1679 il segretario del principe don Alderano Cybo–Malaspina (1613 - 1700) chiede anche al principe don Ferdinando (1641 -1682), abate della collegiata di San Pietro (Massa), nipote del Cardinale, se è stato fatto quanto detto circa un parvumlum templum S. Cataerinae dicatum [ … ] apud Carrariam. Questa è la prima testimonianza dell'oratorio, esistente fino alla fine del XIX secolo. Non si ha notizie di questo “parvulum templum” in nessuno dei rendiconti delle entrate della Diocesi, segno che non vi venivano celebrate regolarmente messe: la costruzione era molto probabilmente, quindi, una cappellina privata, costruita forse dalla pietà popolare con le pietre del distrutto castello.
La cappella, come si desume dal catasto ottocentesco, presentava un ingresso preceduto da un piccolo atrio tripartito da elementi puntiformi, con tutta probabilità le colonne in stile dorico – toscano, su cui si impostano gli archi, che tuttora si vedono. Questa tipologia è decisamente rara nella zona, e il primo ed unico caso in cui viene applicata è nella costruzione della chiesa della Madonna delle Lacrime, edificata nel 1651 dai Confratelli della Beata Vergine della Rosa. Si potrebbe quindi ipotizzare che l'oratorio di Santa Caterina sia posteriore a questa data e che la ripresa di tali forme architettoniche sia dovuta alla presenza in tale Confraternita del committente.